# Чандра, Бипан
Бипан Чандра (англ. Bipan Chandra, 27 мая 1928, Кангра, Пенджаб, Британская Индия — 30 августа 2014, Гургаон, Харьяна, Индия) — индийский историк, специалист по экономической и политической истории современной Индии. Почётный профессор современной истории в Университете Джавахарлала Неру, он специализировался на движении за независимость Индии и считается ведущим исследователем Махатмы Ганди. Он является автором нескольких книг, в том числе «Взлёт и рост экономического национализма».

## Ранние годы и образование
Чандра родился в Кангре в Пенджабе, Британская Индия (ныне Химачал-Прадеш). Как это было раньше в старом Пенджабе, его начальное образование было на урду, и в юные годы он любил читать дома романы на урду. Он окончил христианский колледж Формана в Лахоре в 1946 году, после чего из-за раздела Индии вынужден был уехать. После этого он отправился в Соединённые Штаты, где учился в Стэнфордском университете, Калифорния, США, окончил университет и аспирантуру. Там он установил контакт с коммунистами и, попав в сети маккартизма, был депортирован в Индию. Вернувшись в Дели в начале 1950-х годов, Бипан Чандра был назначен преподавателем истории в Индуистском колледже Дели. Позже он защитил докторскую диссертацию в Делийском университете в 1963 году.

## Карьера
Чандра много лет преподавал в качестве лектора, а затем в качестве ридера в Индуистском колледже Дели. Он стал профессором истории в Университете Джавахарлала Неру в Нью-Дели вскоре после основания университета и после выхода на пенсию был назначен там почётным профессором. Он основал журнал «Enquiry» и долгое время был членом его редакционной коллегии. 
Чандра был президентом секции, а затем генеральным президентом Конгресса истории Индии в 1985 году. Он был председателем Центра исторических исследований Университета Джавахарлала Неру в Нью-Дели. В 1993 году он стал членом Комиссии по университетским грантам. Он был председателем Национального книжного фонда Нью-Дели с 2004 по 2012 год. В качестве председателя Национального книжного фонда Индии он запустил множество новых серий, таких как «Популярные социальные науки», «Автобиография», серии «Афро-азиатские страны», «Исследования индийской диаспоры» и т. д.
После выхода на пенсию, в 2007 году он был назначен национальным профессором-исследователем.

## Исследования
Чандра был в авангарде коммунистического движения в Индии с момента обретения страной независимости. Его книга, написанная в соавторстве, «Борьба за свободу» подверглась цензуре со стороны нового центрального правительства, пришедшего к власти в Индии в 1977 году. Он сотрудничал с такими историками, как Нурул Хасан, Рам Шаран Шарма, Сарвепалли Гопал, Сатиш Чандра, Ромила Тапар, Ирфан Хабиб, Барун Де и Арджун Дев, а также с некоторыми из его учеников, такими как Мридула Мукерджи, Адитья Мукерджи, Сучета Махаджан и Вишалакши Менон, некоторые из учебников которых ранее были прописаны в учебных программах по истории в школах Индии.

## Критика
В апреле 2016 года правый активист Динанат Батра добивался запрета книги Чандры «Борьба Индии за независимость» из-за неправильного понимания используемой в ней терминологии.

## Смерть
Чандра умер 30 августа 2014 года в своём доме в Гургаоне после продолжительной болезни в возрасте 86 лет. Университет Джавахарлала Неру организовал памятное мероприятие в день его рождения.

## Публикации
- The Making of Modern India: From Marx to Gandhi, Orient Blackswan, 2000
- History of Modern India, Orient Blackswan, 1990
- Communalism: A Primer, (New Delhi, 2008)
- In the Name of Democracy: The JP Movement and the Emergency, (New Delhi, 2003)
- Essays on Colonialism, (New Delhi, 1999)
- India Since Independence, (соавт. с Мридулой Мукерджи[англ.] и Адитьей Мукерджи), (New Delhi, 1999)[21]
- Ideology and Politics in Modern India, (New Delhi, 1994)
- Essays on Indian Nationalism, (New Delhi, 1993)
- Essays on Contemporary India, (New Delhi, 1993)
- The Epic Struggle, (New Delhi, 1992)
- India's Struggle for Independence, 1857-1947, (New Delhi, 1989)[22]
- Indian National Movement: The Long Term Dynamics, (New Delhi, 1988)
- Communalism in Modern India, (New Delhi, 1984)
- The Indian Left: Critical Appraisal, (New Delhi, 1983)
- Nationalism and Colonialism in Modern India, (New Delhi, 1979)
- Freedom Struggle, (jointly with Amalesh Tripathi and Barun De), (New Delhi, 1972))
- The Rise and Growth of Economic Nationalism in India: Economic Policies of Indian National Leadership, 1880-1905 (New Delhi, 1966)